# Plaza 25 de Mayo (Humberto Primo)
La plaza principal “25 de Mayo” está situada en el centro de la localidad de Humberto. Su superficie es de 40000 m². 
Tiene en su centro un escenario de grandes dimensiones para todo tipo de actos, baños, pérgolas, una gran vegetación de árboles añosos y renuevos, una higuera y un pino históricos, iluminación central y diseminada por toda la plaza no dejando por las noches bolsones de oscuridad. Además cuenta con una gran cantidad de  juegos infantiles, un imponente monumento al centenario portal del pueblo, otros más pequeños en homenaje a las madres, al trabajador, a los inmigrantes y un último en homenaje al fundador de Reina Margarita y Humberto Primo en el cincuentenario.
Esta plaza es muy transitada a diario ya que es el paso obligado dada su ubicación y muy concurrida en horarios no laborables por gente de todas las edades: algunos para matear y escuchar música, otros la utilizan para ejercitarse, fundamentalmente para caminatas, es lugar de encuentros. Además se utiliza para todo tipo de eventos populares como encuentros de artesanos, festivales.